# Pterolophia ochreotriangularoices
Pterolophia ochreotriangularoices là một loài bọ cánh cứng trong họ Cerambycidae.